# Artur Mahraun

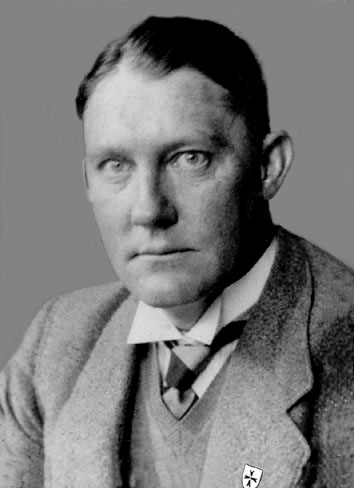
Artur Mahraun, 1928

Artur Mahraun (* 30. Dezember 1890 in Kassel; † 27. März 1950 in Gütersloh; Pseudonyme: Heinrich Meister, Dietrich Kärrner) war ein deutscher politischer Aktivist und Schriftsteller. Als Gründer und Hochmeister des Jungdeutschen Ordens wird er der Konservativen Revolution zugerechnet. Er entwickelte ein Konzept von sog. „politischen Nachbarschaften“, als eine basisdemokratische Alternative bzw. Ergänzung zum ausschließlichen Parteienstaat.

## Leben
Mahraun war ein Sohn des Geheimen Regierungsrats bei der landwirtschaftlichen Verwaltung in Kassel Hans Mahraun (1853–1944) und seiner Frau Elisabeth geb. Wohlgemuth aus Danzig (1858–1940). Seit 1917 war Artur Mahraun verheiratet mit Charlotte Ullrich († 1977), mit der er drei Töchter (Margret, Ulrike, Dorothee) hatte.
Nach dem Besuch des Wilhelm-Gymnasiums in Kassel trat Mahraun 1908 als Fahnenjunker in das Infanterie-Regiment Nr. 83 ein (1910 Leutnant). Aus dem Ersten Weltkrieg als Träger hoher Auszeichnungen heimgekehrt, wurde er in die Reichswehr übernommen, aus der er 1920 als Hauptmann ausschied.
Anfang 1919 stellte er ein Freikorps, den Freiwilligen-Verband der Offiziers-Kompanie Cassel (OKC) auf, aus dem dann im März 1920 der Jungdeutsche Orden entstand. Mahraun wurde zu dessen Hochmeister ernannt.

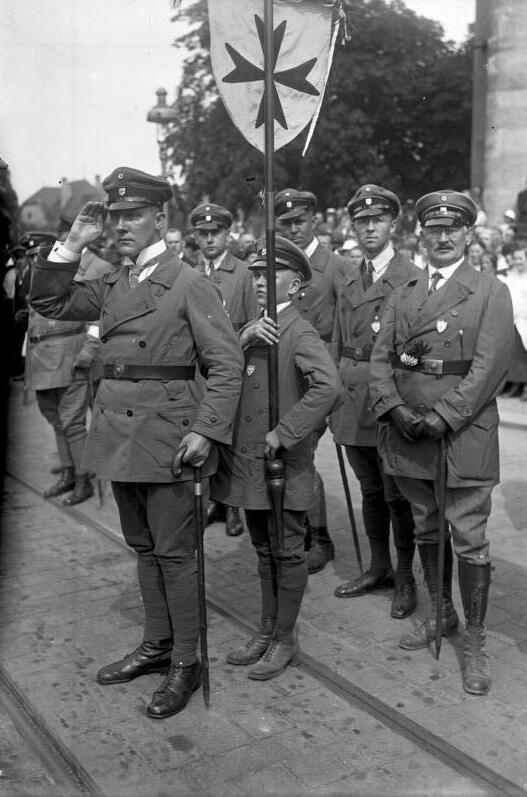
Artur Mahraun, Juli 1930

Angesichts der 1930 bedrohlich anwachsenden Radikalismen beteiligte sich Mahraun an der Gründung der Deutschen Staatspartei, die er aber weniger als politische Partei, sondern als Instrument zur Durchsetzung dringend gebotener Reformen gemäß seinen Vorstellungen vom Aufbau eines wahren demokratischen Staates verstand. Als er sich in seinen diesbezüglichen Hoffnungen auf Veränderungen der üblichen negativen Parteimechanismen enttäuscht sah und auch die Reichstagswahl 1930 der Staatspartei, die durch den Konflikt zwischen Liberalen (aus der früheren DDP) und Konservativen geschwächt war, ein enttäuschendes Wahlergebnis einbrachte (nur 20 Abgeordnete, gegenüber 107 der Nationalsozialisten), trat er aus dieser Partei wieder aus und widmete sich ganz der Arbeit des Jungdeutschen Ordens.
Nach der Machtübernahme der Nationalsozialisten 1933 wurde der Jungdeutsche Orden in allen Ländern verboten. Dem Verbot in Preußen kam Mahraun durch selbstbeschlossene Liquidation am 3. Juli 1933 zuvor.
Bereits kurz darauf (11. Juli) wurde Mahraun in Berlin verhaftet und dabei schweren Misshandlungen ausgesetzt, die letztlich auch zu gesundheitlichen Schäden führten. Auf Grund vieler Bemühungen seiner Freunde wurde er am 8. September 1933 wieder entlassen, durfte sich aber nicht weiter politisch betätigen. Die folgenden Jahre überdauerte er – stets beobachtet und gefährdet – mit wechselnden Wohnsitzen, zum Teil mit Buchveröffentlichungen im Eigenverlag unter Pseudonym und später nach der vollständigen Enteignung seines Verlages auch als Schafhalter in der Magdeburger Börde, dem damals einzigen Berufsstand ohne offizielle behördliche Registrierung.
Eine Neubelebung des Jungdeutschen Ordens lehnte Mahraun nach 1945 als nicht mehr zeitgemäß strikt ab. Dagegen forderte er seine ehemaligen JO-Anhänger und neue Freunde auf, vermehrt „politische Nachbarschaften“ ins Leben zu rufen.
Mahraun starb am 27. März 1950 in Gütersloh.

## Politische Positionen
Mahraun trat zwar auch für die Aufhebung des Versailler Vertrages ein, forderte aber bereits 1925 visionär die Verständigung mit Frankreich und ein französisch-deutsches Wirtschaftsbündnis. Am 20. November 1926 erschien seine Schrift Der nationale Friede am Rhein, die ihm eine Anklage wegen Hochverrats einbrachte.
Als entschiedener Gegner des sogenannten „Parteienunwesens“ legte er im Dezember 1927 im Jungdeutschen Manifest den Entwurf eines Volksstaates (Untertitel: Volk gegen Kaste und Geld – Sicherung des Friedens durch Neubau der Staaten) vor. In diesem Werk wird die Willensbildung des Volkes in einen pyramidenförmigen Aufbau dargelegt, der von der Basis der Nachbarschaft bzw. des Wohnquartiers über Zwischenstufengremien (Kommune – Bezirk/Kreis – Land – Reich) zu einer direkt von unten gewählten Staatsspitze emporführt.
In der Weltwirtschaftskrise, in den frühen 1930er Jahren mit den hohen Arbeitslosenzahlen forderte er bäuerliche Kleinsiedlungen in den weitläufigen Brachgebieten und bevölkerungsschwachen Ostprovinzen („Wir sind kein Volk ohne Raum, sondern ein Volk ohne die richtige Organisation unseres Raumes und der Menschen!“) und dazu einen freiwilligen Arbeitsdienst (FAD). Nach der Einführung des Freiwilligen Arbeitsdienstes durch die Reichsregierung Heinrich Brüning 1931, organisierte der Jungdeutsche Orden bis Juni 1933 (bis zum Verbot bzw. zur Selbstauflösung des Ordens) allein 454 derartige kommunale, gemeinnützige Bau- und Rekultivierungs-Projekte.
Mahrauns Vorschlag, in Verbindung mit dem FAD zu einer stärkeren Besiedlung der Ostprovinzen und damit zum Abbau der hohen Arbeitslosenzahl von über sechs Millionen, vornehmlich im dichtbesiedelten Westen, beizutragen, stieß dagegen bei den damaligen Großgrundbesitzern, dem ostelbischen Junkertum, auf den entschiedensten Widerstand. Diese wandten sich zum größten Teil dem Nationalsozialismus zu, der sie bei ihrer „Besitzstandswahrung“ eigennützig unterstützte.
Mahraun vertrat antisemitische Positionen, doch war er in dieser Hinsicht deutlich gemäßigter als die regionalen Verbände des Jungdeutschen Ordens. Im 1927 von ihm verfassten Jungdeutschen Manifest (S. 22) sprach er sich gegen „wilden Radau-Antisemitismus“ vornehmlich der Nationalsozialisten aus. Zwar behielt er den Arierparagraphen in der Satzung des Jungdeutschen Ordens bei, andererseits befürwortete er offen die staatsbürgerliche Gleichstellung der Juden.
Von seinem Staatsbild, wie er es 1927 im Manifest skizziert hatte, rückte Mahraun nach 1945 insofern ab, als er nun die Nachbarschaft und den auf eine solche Basis gegründeten Stufenaufbau als eine „zusätzliche Einrichtung“ vorsah und damit die frühere Forderung nach Beseitigung der ausschließlich durch die Parteien beschickten Parlamente aufgab. Er unterstützte die Idee eines Bundesrates als zweite direktdemokratisch gewählte Volkskammer.
Den Begriff der Gemeinschaft verstand Mahraun als Nachbarschaft mit einer überschaubaren Personenzahl. Dem in sie eingefügten Einzelmenschen wird in dieser Gemeinschaft keine Selbstaufgabe zugemutet; für ihn sollten „Eigenleben“ und „Gemeinschaftsleben“ als zwei „Sphären“ oder „Halbkreise“ einander ergänzen.

## Schriftstellerische Tätigkeit
Das schriftstellerische Werk Mahrauns ist zwar umfangreich, da er seine Schriften aber ausschließlich im Selbstverlag herausgab, wurden diese außer von seinen Anhängern kaum beachtet und sind selbst heute weitgehend unbekannt.
Das vor 1933 Erschienene bezieht sich überwiegend auf das Zeitgeschehen; später schrieb er auch Romane und publizierte Sammlungen seiner Gedichte.
Von teilweise autobiographischer Bedeutung sind Gegen getarnte Gewalten (1928) und Politische Reformation (1949). Seine Lehre von der Gemeinschaft führt Mahraun aus in Gemeinschaft als Erzieher (1934), Ordina, Grundsätze für Gemeinschaftsleben (1935), Die redliche Gemeinde (Ps. Dietrich Kärrner, 1939) und Wille und Schicksal (Ps. Dietrich Kärrner, 1940).
Nach dem Ende des Zweiten Weltkriegs wurden 1946 in der Sowjetischen Besatzungszone (SBZ) Mahrauns Werke Winkelried. Jungdeutsche Gedanken über Wehr- und Rüstungsfragen (Jungdeutscher Verlag, Berlin 1931) sowie die in der NS-Zeit entstandenen Schriften Ordina. Grundsätze für das Gemeinschaftsleben (Nachbarschafts-Verlag, Berlin 1935) und Sei Kamerad (Nachbarschafts-Verlag, Berlin 1937) in die Liste der auszusondernden Literatur aufgenommen. In der DDR wurden 1953 weitere 13 Werke Mahrauns auf die Liste der auszusondernden Literatur gesetzt.
Eine Modifizierung des in Jungdeutsches Manifest (1927) aufgezeigten Staatsbildes findet man besonders in Der Protest des Individuums (1949). Als ein Vermächtnis anzusehen ist die 1963 aus dem Nachlass herausgegebene umfangreiche Dichtung Der redliche Rebell.

## Schriften (Auswahl)
- Die Arbeit des Jungdeutschen Ordens: Die erste Aufgabe, Cassel: Jungdeutscher Verlag, 1924 (15 Seiten) (Zweite Auflage, 41.–50.000, 1925)
- Das Jungdeutsche Manifest: Volk gegen Kaste und Geld; Sicherung des Friedens durch Neubau der Staaten, Berlin: Jungdeutscher Verlag, 1924, (204 Seiten)
- Waffen, Weiber und Soldaten: Kleine Geschichten aus großer Zeit, Berlin: Nachbarschafts-Verlag, 1937 (246 Seiten)
- (als Dietrich Kärrner) Gösta Ring entdeckt Värnimöki. Ein Zukunftsroman, Berlin: Nachbarschafts-Verlag, 1938 (312 Seiten)
- (als Dietrich Kärrner) Verschollen im Weltall. Ein Zukunftsroman, Berlin: Nachbarschafts-Verlag, 1938 (304 Seiten)
- (als Dietrich Kärrner) Per Krag und sein Stern. Ein Zukunftsroman, Berlin: Nachbarschafts-Verlag, 1939 (312 Seiten)
- Die Nachbarschaft: Eine neue Idee zur Demokratisierung Deutschlands unter Berücks. d. west-östl. Gegensätze, Remscheid: Ziegler, 1948 (23 Seiten)
- Politische Reformation: Vom Werden einer neuen deutschen Ordnung, Gütersloh: Nachbarschafts Verlag, 1949 (215 S.)
- Deutschland ruft!, Gütersloh: Nachbarschaftsverlag, 1949 (37 Seiten)
- Der Protest des Individuums, Gütersloh: Nachbarschafts-Verlag, 1949 (47 Seiten)
- Politische Reformation: Vom Werden einer neuen deutschen Ordnung, Gütersloh: Nachbarschafts-Verlag, 1949 (215 Seiten)
- Der redliche Rebell, Gießen: Walltor-Verlag, 1963 (306 Seiten), eine zweite Auflage erschien noch im selben Jahr.